# جوزپه گاسپاری
جوزپه گاسپاری (انگلیسی: Giuseppe Gaspari؛ زادهٔ ۶ سپتامبر ۱۹۳۲) بازیکن فوتبال اهل ایتالیا است.
از باشگاه‌هایی که در آن بازی کرده‌است می‌توان به باشگاه فوتبال آسکولی، باشگاه فوتبال مودنا، باشگاه فوتبال یوونتوس، باشگاه فوتبال آنکونا، باشگاه فوتبال کاتانیا، و باشگاه فوتبال لیورنو اشاره کرد.